# Иезекиил Джексон
Риклон Стивенс (англ. Rycklon Stephens, род. 22 апреля 1978 или 22 марта 1978, Линден) — гайанский бодибилдер и рестлер, получивший известность по выступлениям в WWE под именем Иезекиил Джексон. В феврале 2010 года во время последнего эпизода ECW он завоевал титул чемпиона ECW (последний в истории), а в 2011 году завоёвывал титул интерконтинентального чемпиона WWE.
Он также участвовал в одном сезоне шоу Lucha Underground под именем Биг Рик в 2014—2015 годах.
В настоящее время Риклон завершил карьеру рестлера.

## Карьера в рестлинге

### World Wrestling Entertainment/WWE (2007—2014)
Стивенс подписал развивающийся контракт с WWE в марте 2007 года и в конце июня того же года дебютировал на FCW. В своем дебютном матче 27 июня он в команде с Кейтом Уолкером одержал победу над Кофи Кингстоном и Эриком Пересом. В дальнейшем он продолжал участвовать параллельно в одиночных и командных матчах. 8 февраля 2008 года Стивенс с командным партнером Брайаном Келли участвуют в матче против Стива Левингтона и Хита Миллера за право драться с Командными Чемпионами WWE Джоном Моррисоном и Мизом. Этот матч был ими проигран. Последний матч Стивенса перед переходом в главный ростер WWE состоялся 6 мая 2010 года. 18 июля он дебютировал на SmackDown! под именем Изекиил, и был представлен, как телохранитель Брайана Кендрика. Вместе с ним Джексон попытался безуспешно отобрать командные пояса у Колонов (Карлито и Примо), после чего Изекиил был переведен в ECW. В ECW Джексон вступил в альянс с Владимиром Козловым и Уильямом Ригалом, однако их союз был непродолжителен. Джексон так же стал последним чемпионом ECW, победив Кристиана в матче с экстремальными правилами. После закрытия ECW вернулся на SmackDown!, а после WWE Draft 2010 начал выступать на RAW. На PPV Bragging Rights (2010) выступал за команду RAW в межбрендовом командном матче 7 на 7. В 2011 выступал в группировке The Corre на SmackDown!. На Рестлмании 27 в составе «Ядра» проиграл командный поединок 4 на 4 против Биг Шоу, Кейна, Сантино Мареллы и Кофи Кингстона. 6 мая 2011 года после победы над Биг Шоу в The Corre напали на Стивенса в раздевалке, тем самым закончив его пребывание в этой группировке. 19 июня на WWE Capitol Punishment победил Уэйда Барретта и стал Интерконтинентальным Чемпионом. 1 июля потерпел поражение в матче с Коди Роудсом из-за вмешательства Теда ДиБиаси.
6 апреля 2014 года был уволен из WWE.

### Total Nonstop Action Wrestling (2014)
Дебютировал в TNA вместе с Джином Снитский под своим настоящим именем — Риклон, начав фьюд с командой Булли Рэйя. Однако, в компании Риклон долго не задержался — уже 7 августа он был уволен.

### Lucha Underground (2014—2015)
В сентябре 2014 года Риклон дебютировал в Lucha Underground, взяв псевдоним «Большой Рик» и начал фьюд с Джонни Мундо и Принцем Пумой. 21 января 2015 года Рик лишился глаза, который ему выжгли сигарой (кейфеб). 25 февраля вернулся к активным выступлениям. Последний матч Рика в LU состоялся на финальном шоу — Ultima Lucha. Это был 7-ми сторонний поединок, в котором победил Феникс. 18 октября Риклон Стивенс заявил о завершении своей карьеры.

## Любимые приемы
- Завершающие приёмы
  - The Book of Ezekiel[3][4]
  - Chokeslam[5][6] — 2008
  - Standing side slam[7]
- Коронные приёмы
  - Backbreaker rack[8] — 2008
  - Медвежья хватка[9]
  - Big boot[10]
  - Clothesline[10]
  - Gorila Press Slam
  - Multiple backbreakers[11]
  - Running shoulder block[12]
  - Scoop slam[13]
  - Sidewalk Slam
- Менеджеры
  - Уильям Ригал[14]
- Прозвища
  - "The Guyanese Goliath[15]
  - «(Big) Zeke»[12]
- Музыкальные темы
  - «Domination» Evan Jones и Jim Johnston (июль 2009-наст. время)[16][17]
  - «End of Days» Shaman's Harvest (2011—2011; использовалась во время его выходов с The Corre)[18]

## Титулы и достижения
- World Wrestling Entertainment
  - Чемпион ECW в тяжелом весе (1 раз, последний в истории)
  - Интерконтинентальный чемпион WWE (1 раз)
- Pro Wrestling Illustrated
  - № 93 в списке 500 лучших рестлеров 2010 года[19]